# Caprotinias
Las Caprotinias, o fiestas de Juno Caprotina, eran antiguas fiestas romanas que se celebraban el 7 de julio, en honor de las esclavas. Durante esta festividad corrían de un lado a otro, golpeándose con los puños y con varas. Solo las mujeres asistían a los sacrificios que se ofrecían en esta fiesta.
'La Vida de Numa' y 'La Vida de Camilo' de Plutarco ofrecen dos posibles orígenes para esta fiesta; o la famosa Nonae Caprotinae o bien la Poplifugia (Poplifugium). En primer lugar —y, en opinión de Plutarco, lo más probable— conmemora la misteriosa desaparición de Rómulo durante una violenta tormenta que interrumpió una asamblea en el Palus Caprae ("Pantano de las Cabras"). Como segunda opción, conmemora una victoria romana de Camilo sobre los latinos; según una tradición menor, una sirvienta o esclava romana vestida de mujer noble se entregó a los latinos como rehén; esa noche, se subió a una higuera silvestre (caprificus, literalmente "higo de cabra") y les dio a los romanos la señal de ataque usando antorchas.

## Referencia adicional
- Drosart, Paul. « Nonae caprotinae » : La fausse capture des Aurores. En: Revue de l'histoire des religions, tomo 185, n°2, 1974. pp. 129-139. DOI: https://doi.org/10.3406/rhr.1974.10134 ; www.persee.fr/doc/rhr_0035-1423_1974_num_185_2_10134